# Hydaburg
Hydaburg é uma cidade localizada no estado americano de Alasca, no Prince of Wales-Outer Ketchikan Census Area.

## Demografia
Segundo o censo americano de 2000, a sua população era de 382 habitantes.
Em 2006, foi estimada uma população de 351, um decréscimo de 31 (-8.1%).

## Geografia
De acordo com o United States Census Bureau, a localidade tem uma área de 0,7 km², sem área coberta por água.

## Localidades na vizinhança
O diagrama seguinte representa as localidades num raio de 56 km ao redor de Hydaburg.